# Budzów-Kolonia
Budzów-Kolonia (niem. Grün Herthe) – kolonia wsi Budzów w Polsce, położona w województwie dolnośląskim, w powiecie ząbkowickim, w gminie Stoszowice.
W latach 1975–1998 kolonia administracyjnie należała do województwa wałbrzyskiego.
Do końca 2017 roku przysiółek wsi Budzów.